# Cyclosorus paucipinnus
Cyclosorus paucipinnus là một loài thực vật có mạch trong họ Thelypteridaceae. Loài này được Ching & C.F. Zhang mô tả khoa học đầu tiên năm 1999.